# Ullern
Ullern est un quartier (bydel) de la ville d'Oslo en Norvège. Il est situé au nord-ouest de la ville. Sa population dépasse les 30 000 habitants.
Le quartier est bordé à l'ouest par la rivière Lysaker (no) qui le sépare de la municipalité de Bærum, au sud par le Lysakerfjorden (no), bras de l'Oslofjord, et la presqu'île de Bygdøy appartenant au quartier de Frogner, à l'est par le quartier de Frogner, au nord par le quartier de Vestre Aker.